# Morski klobuk
(Veliki) morski klobuk (v nekaterih novejših virih tudi veliki klobučnjak, znanstveno ime Rhizostoma pulmo) je vrsta klobučnjakov iz družine korenoustih klobučnjakov, razširjena v obalnih predelih severovzhodnega Atlantika vključno s Sredozemskim, Črnim in Severnim morjem.
Klobuk meduze je v obliki polkrogle kupole prosojne belkaste barve, včasih z zelenim, rožnatim ali modrim odtenkom. Notranja struktura ga deli na osem režnjev. Običajno zraste do 40 cm premera, večji primerki pa dosegajo do 60 ali izjemoma celo 90 cm. Rob je intenzivno temnomodro, vijolično ali rjavo obarvan, brez lovk, deljen je le na številne manjše krpe (8–12 na osmino obsega). Namesto lovk ima pod klobukom osem močno nagubanih in med seboj zraščenih ustnih ramen, ki na nagubanem delu nosijo številne ustne odprtine. Gonade pri odraslih osebkih so rahlo vidne v notranjosti klobuka kot bele mase.
Običajno se zadržuje v priobalnih vodah, kjer živi prostoplavajoče (pelagično). Mlade meduze nastajajo poleti in odrastejo do poznega poletja oz. jeseni, jeseni in pozimi so tudi najbolj številčne. Večje skupine odraslih meduz, ki so preživele zimo, lahko opazujemo tudi spomladi. Ožig morskega klobuka je za človeka običajno nezaznaven. Je pogosta hrana morskih želv orjaških usnjač.